# Neoseiulus caobae
Neoseiulus caobae är en spindeldjursart som först beskrevs av De Leon 1965.  Neoseiulus caobae ingår i släktet Neoseiulus och familjen Phytoseiidae. Inga underarter finns listade i Catalogue of Life.